# 1495

## Събития
Февруари е основан King's College, Абърдийн, предшественик на университета в Абърдийн в Шотландия. Той  е основан по петиция на Уилям Елфинстоун, епископ на Абърдийн.
Това е първият англоговорещ университет, който преподава медицина.

## Родени
- Педро де Алварадо, Испански конкистадор

## Починали
- 25 октомври – Жуау II, крал на Португалия